# 敖闰龙属
敖闰龙属（学名：Aorun）是一种兽脚亚目恐龙，为已知最早的虚骨龙之一，生活于1.616亿年前的晚侏罗纪 。
2006年，美国乔治·华盛顿大学的詹姆斯·克拉克（James Clark）与中国科学院古脊椎动物与古人类所研究员徐星等人在中国新疆的石树沟组发现了敖闰龙的化石，是一只体长约1米、体重约1.5千克、不足1岁的幼年恐龙。2013年，模式种赵氏敖闰龙（Aorun zhaoi）被叙述并命名。其属名来自于中国神话传说中的西海龙王敖闰，种名则是纪念中国古生物学家赵喜进。